# Acido faseico
L'acido faseico è un prodotto della degradazione dell'acido abscissico.